# Kurt Böhme

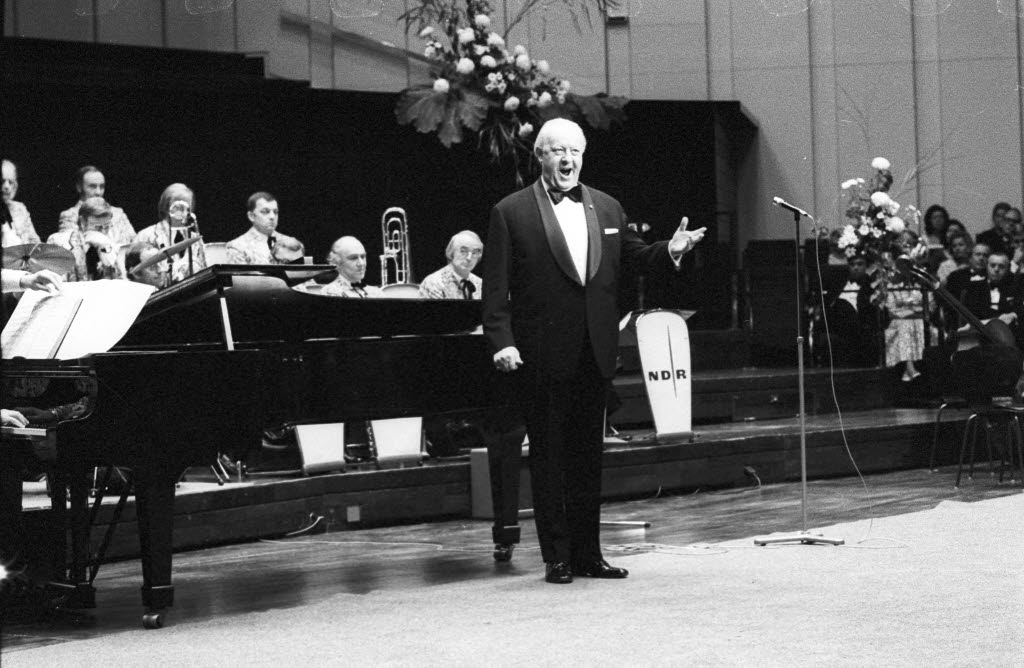
Kurt Böhme, 1974.

Kurt Böhme (ur. 5 maja 1908 w Dreźnie, zm. 20 grudnia 1989 w Monachium) – niemiecki śpiewak operowy, bas.

## Życiorys
Studiował u Adolfa Klugego w konserwatorium w Dreźnie. Zadebiutował w 1930 roku w roli Caspara w Wolnym strzelcu C.M. von Webera na deskach Opery Drezdeńskiej, z którą następnie związany był do 1950 roku. W latach 1950–1955 był członkiem zespołu Bayerische Staatsoper w Monachium, następnie od 1955 roku związany był z Operą Wiedeńską. Wielokrotnie gościł na festiwalu w Salzburgu, gdzie uczestniczył w prapremierowych przedstawieniach oper Penelope (1954) i Schule der Frauen (1957) Rolfa Liebermanna oraz Irische Legende Wernera Egka (1955). W 1952 roku wystąpił w roli Pognera w Śpiewakach norymberskich na festiwalu w Bayreuth, debiutował też tą rolą w 1954 roku na deskach Metropolitan Opera w Nowym Jorku. W latach 1956–1970 gościnnie występował w Covent Garden Theatre w Londynie.
Zasłynął jako interpretator roli Barona Ochsa w Kawalerze srebrnej róży Richarda Straussa.